# Colletes albomaculatus
Colletes albomaculatus é uma espécie de insetos himenópteros, mais especificamente de abelhas pertencente à família Apidae.
A autoridade científica da espécie é Lucas, tendo sido descrita no ano de 1849.
Trata-se de uma espécie presente em diversos países da Europa, com poucas ocorrências no norte da África e na Ásia.

## Descrição
Uma característica diagnóstica entre outras espécies do gênero é uma cabeça não alongada, e área malar muito mais curta que a largura da base da mandíbula.

## Taxonomia
C. albomaculatus é um táxon isolado na filogenia - a espécie-tipo do subgênero Albocolletes. Colletes albomaculatus foi estabelecida como não pertencente a nenhum dos cinco principais clados que constituem a árvore filogenética do gênero; é uma espécie irmã de todos os Colletes, exceto a linhagem Neotropical mais basal.